# Reg Harris
Reg Harris (n. 1 martie 1920, Bury, Anglia, Regatul Unit al Marii Britanii și Irlandei – d. 22 iunie 1992, Macclesfield, Anglia, Regatul Unit) a fost un sportiv ce a reprezentat Regatul Unit al Marii Britanii și al Irlandei de Nord, medaliat olimpic. A participat la o ediție a Jocurilor Olimpice (1948) în care a câștigat o medalie de argint.

## Participări
Lista de mai jos prezintă principalele competiții la care a participat Reg Harris de-a lungul carierei.
- cycling at the 1948 Summer Olympics – men's tandem[*]